# Тепатитлан-де-Морелос
Тепатитлан-де-Морелос (исп. Tepatitlan de Morelos) — город и муниципалитет в Мексике, в штате Халиско. Расположен в районе, известном как Лос-Альтос-де-Халиско («Высокогорье Халиско»), примерно в 70 км к востоку от города Гвадалахары.

## Этимология
Название Тепатилан происходит из языка Науатль и означает «твердокаменное место».

## История
Первоначально он был населен народом отоми, который добывал пропитание охотой, в эту местность прибыли текуэсе, также известные как текуани, что означает «жестокие» или «кровожадные», что подчеркивало их воинственный характер.
Город менял свое местоположение в разные периоды времени: сначала он находился в месте, известном как Пуэбло-Вьехо на холме Раумаэли; затем переселился на Серрито-де-ла-Крус, а впоследствии на свое нынешнее место.
В 1530 году испанский капитан Педро Альминдес Чиринос, направленный Нуньо де Гусманом для исследования региона, в том числе территорию современного штата Сакатекаса. Так он посетил Сапотлан-дель-Рей, Акатик, Сапотлан-эль-Гранде и Тепатитлан, в конечном итоге остановившись на Серро-Гордо.
Примерно в то же время, когда прибыл Альминдес Чиринос, группа францисканских монахов крестила местных жителей, построила первую церковь под названием Сан-Франциско-де-Асис и начала евангелизацию коренного населения. Благодаря этому поселению деревня получила название Сан-Франциско-де-Текпатитлан (древний вариант написания названия города).
Во время Войны за независимость население, состоящее в основном из креолов и метисов, проявляло нерешительность в отношении участия в войне. Однако после того, как отец Мигель Идальго-и-Костилья триумфально вошел в Гвадалахару, равнодушие сменилось энтузиазмом в поддержку борьбы. Один из жителей Тепатитлана, полковник Альбино Барахас, участвовал как повстанец в битве при мосту Кальдерон.
Согласно указу от 27 марта 1824 года Тепатитлан стал одним из 26 департаментов, на которые был разделен штат Халиско, и получил статус поселка (вилья). С того же года он вошел в состав Третьего кантона, административным центром которого был город Ла-Барка, и оставался в таком положении до начала XX века, когда территориальное деление штата на кантоны было упразднено.
Во времена Второй Мексиканской империи под управлением Максимилиана I согласно провинциальному статуту от 10 апреля 1862 года Тепатитлан, как и большинство других деревень региона Лос-Альтос, вошел в состав департамента Агуаскальентес. По указу № 41, опубликованному 20 сентября 1883 года, деревня получила статус города с названием Тепатитлан-де-Морелос в честь революционного повстанца Хосе Марии Морелоса-и-Павона.

## Демография
Согласно переписи населения 2020 года, проведенной Национальным институтом статистики и географии (INEGI), в муниципалитете проживает 150 190 человек, из которых 98 842 человека живут в пределах городской черты муниципального центра — Тепатитлана, а остальные — в окрестных общинах и ранчо. Город является седьмым по величине населенным пунктом штата.
Около 81 % населения муниципалитета проживает в городских районах, в основном в муниципальном центре и других крупных населенных пунктах. Годовой темп роста населения составляет около 18,9 %, что делает его одним из самых быстрорастущих в штате.